# العلاقات الكمبودية اللاتفية
العلاقات الكمبودية اللاتفية هي العلاقات الثنائية التي تجمع بين كمبوديا ولاتفيا.

## مقارنة بين البلدين
هذه مقارنة عامة ومرجعية للدولتين:
| وجه المقارنة                                              | كمبوديا                   | لاتفيا                                             |
| --------------------------------------------------------- | ------------------------- | -------------------------------------------------- |
| المساحة (كم2)                                             | 181.03 ألف                | 64.59 ألف                                          |
| عدد السكان (نسمة)                                         | 16.01 مليون               | 1.93 مليون                                         |
| الكثافة السكانية (ن./كم²)                                 | 88.44                     | 29.88                                              |
| العاصمة                                                   | بنوم بنه                  | ريغا                                               |
| اللغة الرسمية                                             | اللغة الخميرية            | اللغة اللاتفية                                     |
| العملة                                                    | ريال كمبودي، دولار أمريكي | يورو، لاتس لاتفي، الروبل اللاتفي ‏، الروبل اللاتفي ‏ |
| الناتج المحلي الإجمالي (بليون دولار)                      | 22.16 مليار               | 30.26 مليار                                        |
| الناتج المحلي الإجمالي (تعادل القوة الشرائية) بليون دولار | 54.37 مليار               | 49.24 مليار                                        |
| الناتج المحلي الإجمالي الاسمي للفرد دولار أمريكي          | 1.16 ألف                  | 14.06 ألف                                          |
| الناتج المحلي الإجمالي للفرد دولار أمريكي                 | 3.26 ألف                  | 23.55 ألف                                          |
| مؤشر التنمية البشرية                                      | 0.555                     | 0.819                                              |
| رمز المكالمات الدولي                                      | +855                      | +371                                               |
| رمز الإنترنت                                              | .kh                       | .lv                                                |
| المنطقة الزمنية                                           | ت ع م+07:00               | ت ع م+02:00، ت ع م+03:00، أوروبا/ريغا ‏             |

## منظمات دولية مشتركة
يشترك البلدان في عضوية مجموعة من المنظمات الدولية، منها:
| علم المنظمة | اسم المنظمة                               | تاريخ انضمام كمبوديا | تاريخ انضمام لاتفيا |
| ----------- | ----------------------------------------- | -------------------- | ------------------- |
|             | مؤسسة التنمية الدولية                     | 22 يوليو 1970        | 11 أغسطس 1992       |
|             | يونسكو                                    | 3 يوليو 1951         | 9 يوليو 1951        |
|             | وكالة ضمان الاستثمار متعدد الأطراف        | 1 ديسمبر 1999        | 21 أغسطس 1998       |
|             | الأمم المتحدة                             | 14 ديسمبر 1955       | 17 سبتمبر 1991      |
|             | الفريق المعني برصد الأرض                  | ?                    | ?                   |
|             | الاتحاد البريدي العالمي                   | ?                    | ?                   |
|             | البنك الدولي للإنشاء والتعمير             | 22 يوليو 1970        | 11 أغسطس 1992       |
|             | الاتحاد الدولي للاتصالات                  | 10 أبريل 1952        | 11 ديسمبر 1921      |
|             | منظمة حظر الأسلحة الكيميائية              | ?                    | ?                   |
|             | مؤسسة التمويل الدولية                     | 26 مارس 1997         | 29 سبتمبر 1993      |
|             | المركز الدولي لتسوية المنازعات الاستشارية | 19 يناير 2005        | 7 سبتمبر 1997       |
|             | منظمة التجارة العالمية                    | ?                    | 1999                |
|             | منظمة الشرطة الجنائية الدولية             | ?                    | ?                   |

## وصلات خارجية
- موقع وزارة الخارجية الكمبودية
- موقع وزارة الخارجية اللاتفية